# La Chirimoya
La Chirimoya är en ort i Mexiko.   Den ligger i kommunen Morelos och delstaten Chihuahua, i den nordvästra delen av landet, 1 200 km nordväst om huvudstaden Mexico City. La Chirimoya ligger 1 188 meter över havet och antalet invånare är 121.
Terrängen runt La Chirimoya är huvudsakligen kuperad, men norrut är den bergig. Runt La Chirimoya är det mycket glesbefolkat, med 7 invånare per kvadratkilometer. Närmaste större samhälle är El Tablón, 15,8 km nordost om La Chirimoya. I omgivningarna runt La Chirimoya växer huvudsakligen savannskog.